# Ультрадисперсные частицы
Ультрадисперсные частицы (УДЧ) — наномасштабные частицы, размеры которых менее 100 нанометров. В настоящее время пока не существует классового стандарта для частиц, загрязняющих воздух, которые гораздо меньше по размерам описанных в стандартах классов частиц PM10 и PM2.5 и предположительно имеющих более агрессивное воздействие на здоровье, чем классы крупных частиц.. Выделяют два главных типа УДЧ: они могут быть углеродсодержащие и металлические, которые в свою очередь могут быть разделены на подразделы на основании своих магнитных свойств. Электронная микроскопия и специальные лабораторные условия позволяют ученым наблюдать морфологию УДЧ. В воздухе содержание УДЧ может быть измерено с помощью конденсационного счётчика частиц, в котором частицы смешиваются с парами спирта и затем остужаются, при этом пар конденсируется на частицах и затем их можно посчитать с помощью светового сканера. УДЧ могут быть антропогенного или естественного происхождения. УДЧ являются ключевой составляющей твердых частиц воздуха. Из-за их огромного количества и возможности проникать глубоко в легкие, УДЧ оказывают большое воздействие на здоровье дыхательной системы.